# Vanessa Hinz
Vanessa Hinz (Monaco di Baviera, 24 marzo 1992) è un'ex biatleta ed ex fondista tedesca.

## Biografia

### Stagioni 2009-2012
La Hinz ha iniziato la sua carriera agonistica gareggiando nello sci di fondo; attiva in competizioni minori (Alpen Cup, campionati nazionali) dal dicembre del 2008, ha partecipato a due edizioni dei Campionati mondiali juniores, ottenendo come miglior piazzamento il 4º posto nella staffetta a Erzurum 2012.
Nello sci di fondo non ha mai esordito in Coppa del Mondo né preso parte a rassegne olimpiche o iridate.

### Stagioni 2013-2018
Passata al biathlon nella stagione 2012-2013, ha conquistato la medaglia d'oro nella staffetta ai Mondiali juniores di Obertilliach 2013; in Coppa del Mondo ha esordito il 7 marzo 2013 a Soči (45ª) e ha ottenuto la prima vittoria, nonché primo podio, il 13 dicembre 2014 a Hochfilzen.
Ha esordito ai Campionati mondiali a Kontiolahti 2015, dove ha vinto la medaglia d'oro nella staffetta ed è stata 49ª nella sprint, 37ª nell'inseguimento e 44ª nell'individuale; ai successivi Mondiali di Hochfilzen 2017 ha vinto la medaglia d'oro nella staffetta e nella staffetta mista. Ai XXIII Giochi olimpici invernali di Pyeongchang 2018, suo esordio olimpico, si è classificata 5ª nella sprint, 13ª nell'inseguimento, 25ª nella partenza in linea e 4ª nella staffetta mista.

## Palmarès

### Biathlon

#### Olimpiadi
- 1 medaglia:
  - 1 bronzo (staffetta a Pechino 2022)

#### Mondiali
- 7 medaglie:
  - 3 ori (staffetta[1] a Kontiolahti 2015; staffetta[1], staffetta mista[1] a Hochfilzen 2017)
  - 4 argenti (staffetta mista[1] a Östersund 2019; individuale[1], staffetta[1] ad Anterselva 2020; staffetta[1] a Pokljuka 2021)

#### Mondiali juniores
- 1 medaglia:
  - 1 oro (staffetta a Obertilliach 2013)

#### Europei
- 3 medaglie:
  - 1 oro (staffetta a Bansko 2013)
  - 1 argento (staffetta a Nové Město na Moravě 2014)
  - 1 bronzo (sprint a Lenzerheide 2023)

#### Coppa del Mondo
- Miglior piazzamento in classifica generale: 10ª nel 2018
- 20 podi (2 individuali, 18 a squadre), oltre a quelli ottenuti in sede iridata e validi anche ai fini della Coppa del Mondo:
  - 8 vittorie (1 individuale, 7 a squadre)
  - 6 secondi posti (a squadre)
  - 6 terzi posti (1 individuale, 5 a squadre)

##### Coppa del Mondo - vittorie
| Data             | Località    | Nazione   | Specialità                                                           |
| ---------------- | ----------- | --------- | -------------------------------------------------------------------- |
| 13 dicembre 2014 | Hochfilzen  | Austria   | RL (con Luise Kummer, Franziska Hildebrand e Franziska Preuß)        |
| 11 dicembre 2016 | Pokljuka    | Slovenia  | RL (con Franziska Hildebrand, Maren Hammerschmidt e Laura Dahlmeier) |
| 12 gennaio 2017  | Ruhpolding  | Germania  | RL (con Maren Hammerschmidt, Franziska Preuß e Laura Dahlmeier)      |
| 22 gennaio 2017  | Anterselva  | Italia    | RL (con Maren Hammerschmidt, Franziska Hildebrand e Laura Dahlmeier) |
| 10 dicembre 2017 | Hochfilzen  | Austria   | RL (con Franziska Hildebrand, Maren Hammerschmidt e Laura Dahlmeier) |
| 11 marzo 2018    | Kontiolahti | Finlandia | MS                                                                   |
| 8 febbraio 2019  | Canmore     | Canada    | RL (con Franziska Hildebrand, Denise Herrmann e Laura Dahlmeier)     |
| 16 gennaio 2021  | Oberhof     | Germania  | RL (con Janina Hettich, Denise Herrmann e Franziska Preuß)           |

Legenda:

MS = partenza in linea

RL = staffetta